# Romanticum Koblenz

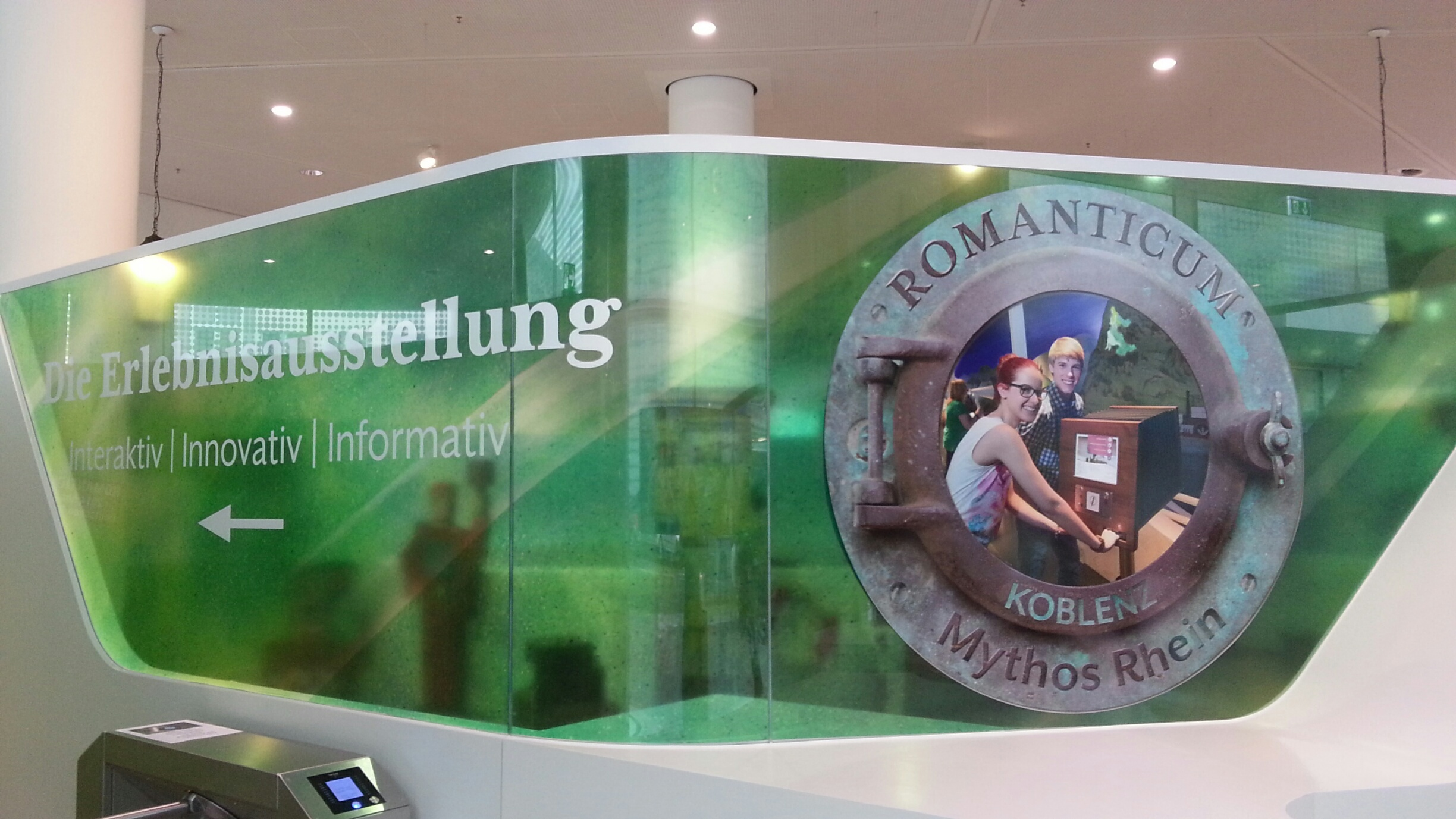
Eingang zum Romanticum Koblenz

Das Romanticum war eine interaktive Erlebnisausstellung in Koblenz. Sie wurde am 20. Juni 2013 zusammen mit der Tourist-Information Koblenz, dem Mittelrhein-Museum sowie der Stadtbibliothek Koblenz im Kulturbau Forum Confluentes eröffnet. Die Ausstellung befasste sich mit der Landschaft des UNESCO-Welterbes Oberes Mittelrheintal und der Epoche der Rheinromantik. Das Romanticum Koblenz war 2014 für den „Deutschen Tourismuspreis“ nominiert.

## Geschichte
Der Koblenzer Stadtrat beschloss am 15. Mai 2009 die Realisierung des Projekts Forum Mittelrhein auf dem Zentralplatz.
Am 30. Juni 2010 wurde im Werkausschuss der Koblenz-Touristik die inhaltliche und thematische Ausrichtung des Zentralplatzes beschlossen. Auf Basis dieses Beschlusses wurden die Generalplanerleistungen im Rahmen eines Verhandlungsverfahrens der Vergabeordnung für freiberufliche Leistungen (VOF) für das „Zentrum der Rheinromantik“ vergeben. Aus diesem Verfahren ging im Juli 2011 das Berliner Beratungs- und Kreativbüro studio klv als Generalplaner hervor. Die Umsetzung der Planung startete im August 2012 und endete im Juni 2013. Mit der Vor-Eröffnung am 17. Juni startete das Romanticum Koblenz den Auftakt in die Premierenwoche des Forum Confluentes, welches am 20. Juni 2013 in seiner Gesamtheit für die Öffentlichkeit zugänglich gemacht wurde.
Im August wurde bekannt gegeben, dass das Romanticum zu den sieben Finalisten des „Deutschen Tourismuspreises 2014“ gehört. Zuvor waren 57 Bewerbungen für diesen eingegangen.
Der Besucherstand betrug 40.000 (Stand: 28. November 2014). Die Besucherzahlen waren aber von Beginn an deutlich hinter den Erwartungen zurückgeblieben.
Das Romanticum wurde am 30. Dezember 2023 dauerhaft geschlossen.
Als Grund für die Schließung wurden zu geringe Besucherzahlen genannt, die bereits von Beginn an deutlich hinter den Erwartungen zurückgeblieben waren. Die Räume sollen künftig durch das Stadtarchiv Koblenz genutzt werden, dessen bisherige Räume in der sanierungsbedürftigen Alten Burg liegen und den heutigen Anforderungen nicht mehr entsprechen.

## Zielsetzung
Ziel der Erlebnisausstellung war es, umfassend über das UNESCO-Welterbe „Oberes Mittelrheintal“ zu informieren. Hierbei wird keine bestimmte Zielgruppe fokussiert.

## Ausstellungsbereiche
Die Ausstellung befand sich im Untergeschoss der Tourist-Information Koblenz als Teilbereich des Forum Confluentes. Neben dem Romanticum Koblenz bot die Informationsstelle auch noch eine Weinlounge mit einem Stadtmodell für einen ersten Überblick über die Stadt. Bei dem knapp 800 m² großen Romanticum Koblenz handelte es sich um eine Erlebnisausstellung, die einem Dampfschiff nachempfunden war. Es umfasste zehn eigenständige Ausstellungsbereiche, in denen sich mehr als 70 interaktive Stationen befanden. Davon waren 21 Animationsfilme, 13 Interviewfilme, 9 Schattenfilme und 18 Hörstücke. Alle optischen und akustischen Objekte waren konsequent zweisprachig (deutsch und englisch) gestaltet. Ein dreidimensionales Audiosystem mit über 60 Lautsprechern sorgte für eine realistische Geräuschkulisse. Jedes einzelne Exponat war ein Unikat und eigens für die Ausstellung entwickelt worden.

### Eingang

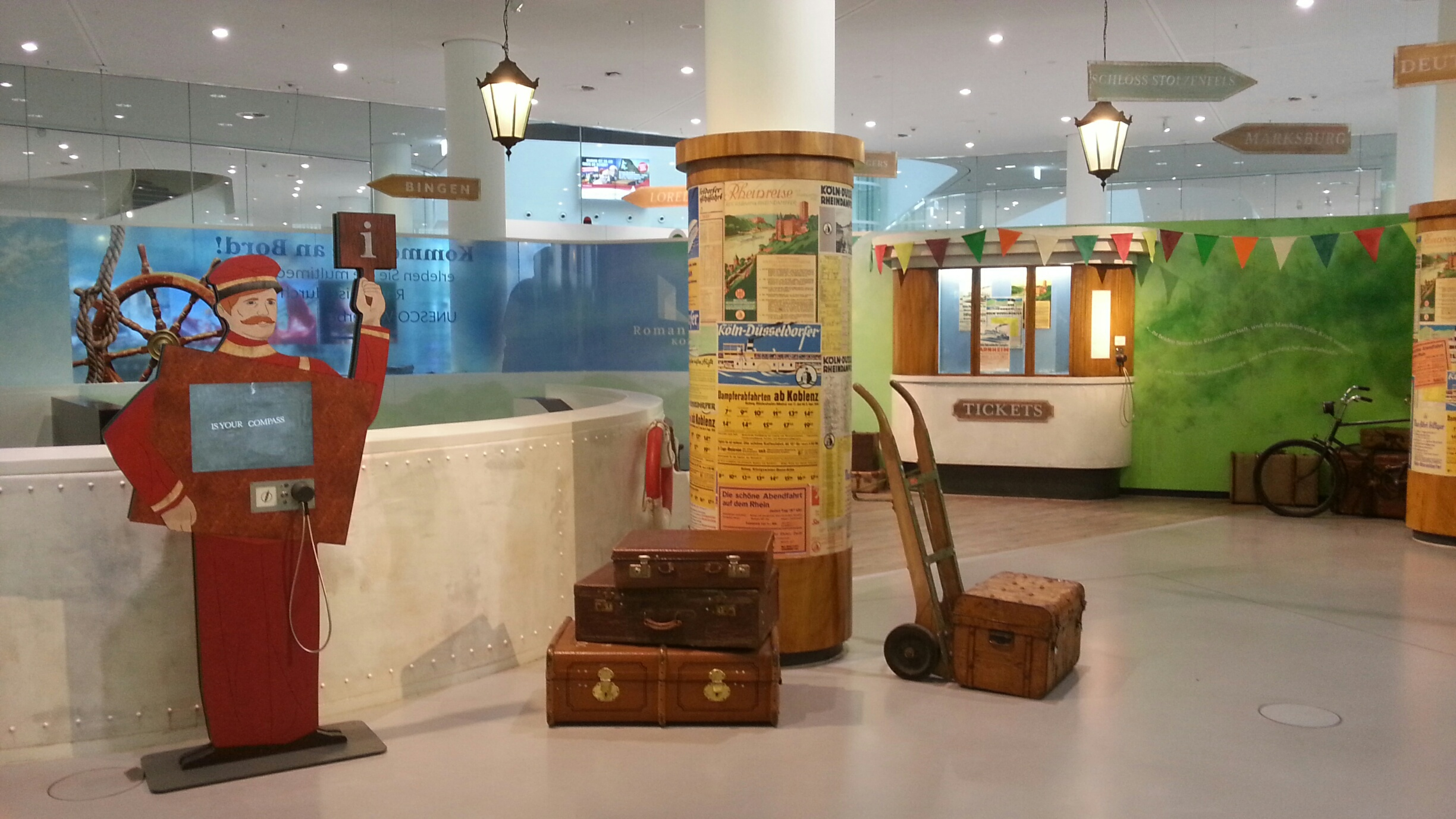
Eingangsbereich des Romanticum Koblenz

Der als Anlegestelle gestaltete Eingangsbereich leitet die Besucher in das Ausstellungserlebnis ein.

### Salon
In diesem Ausstellungsbereich wurde das Schwerpunktthema „Kunst, Kultur und Kulinarik der Rheinromantik“ inszeniert und durch verschiedene Exponate vermittelt:
- Die Besucher wurden von Persönlichkeiten der Rheinromantik in Form eines Schattentheaters begrüßt:

Clemens Brentano, Friedrich Schlegel, William Turner, Sophie von La Roche, Karl Baedeker, Karl Friedrich Schinkel, Friedrich Wilhelm IV., Königin Victoria und Henriette Sontag.
Es war in Zusammenarbeit von Direktor Alejandro Cardenas Amelio (Die Tränen meiner Mutter) und dem Cinematographen Frederik Schindler entstanden.
- Unter der Speiseglocke am „Rheinspeisentisch“ fand man Wissenswertes zu rheinischen Spezialitäten.
- In der Weinwelt thematisierte Anamorphosen die Wirkung von Wein.
- Im Bücherregal wurde anhand von Buch-Objekten Literatur der Rheinromantik erläutert.
- Im Dichtersessel konnten per Tastendruck Gedichte angehört werden.
- In der Bildergalerie mit Original-Gemälden wurden auf zwei Bildschirmen kunstgeschichtliche Erläuterungen geboten.
- Von einem Schattenriss konnte eine Scherenschnitt-Aufnahme angefertigt werden, welche mit historischen Accessoires (z. B. Perücken) auf die damalige Zeit angepasst werden konnte

### Schiffs-Laderaum
Im Schiffs-Laderaum wurden drei der vier Säulen der Tourismusstrategie Rheinland-Pfalz vorgestellt (Wandern, Radfahren und Wein). Hier fand authentisches Empfehlungsmarketing statt: In 9 filmischen Interviews beschrieben Personen aus der Region ihre jeweiligen Lieblingsorte und Erlebnisse im Oberen Mittelrheintal.

### Loreleyraum
Im Loreley-Raum konnten die Besucher sich das Loreleylied in verschiedensprachigen Versionen anhören und dieses Karaoke singen.

### Deck

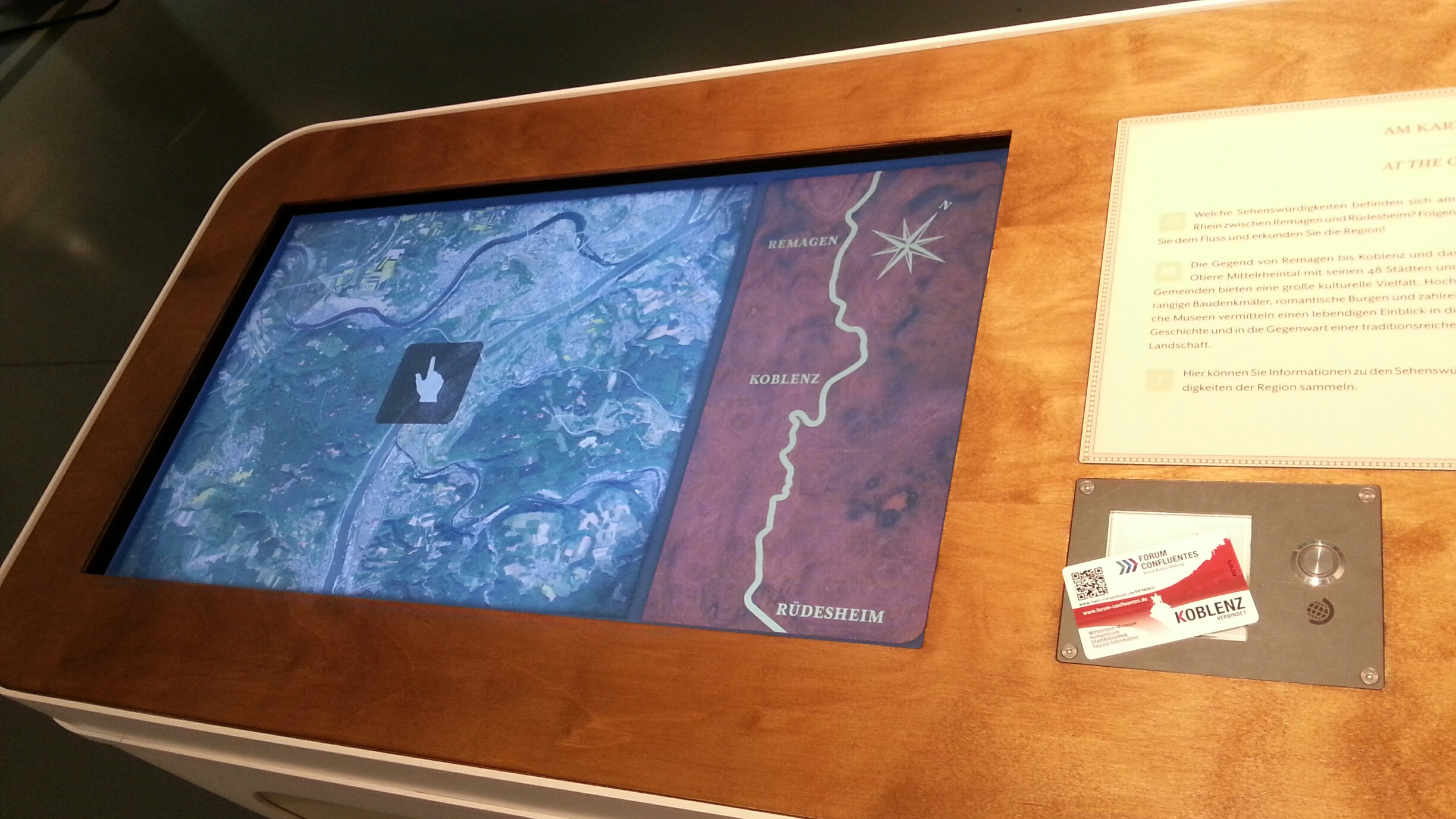
Karte des Rheinverlaufs auf dem Deck

Auf dem Deck lernte der Besucher die Vielfalt des Oberen Mittelrheintals kennen und erhielt Informationen zu kulturellen Themen, touristischen Attraktionen und der Natur des UNESCO Welterbes Oberes Mittelrheintal.

### Kajüte des Matrosen
Dieser Ausstellungsbereich widmete sich inhaltlich der Geschichte von Koblenz als Hafenstadt und der Rheinschifffahrt. Szenografisch als Kajüte des Matrosen gestaltet, gab ein Matrose Einblick in das Leben und Arbeiten am Rhein.

### Info-Panorama
Das Info-Panorama bot Einblicke in die Rheinlandschaft. Es befasste sich u. a. mit den Themen Geologie, Paläontologie und Flora & Fauna. Filmische Interviews von Experten und am Panorama angebrachte Klappen vermittelten Informationen zu den verschiedenen Themengebieten.

### Rheintheater

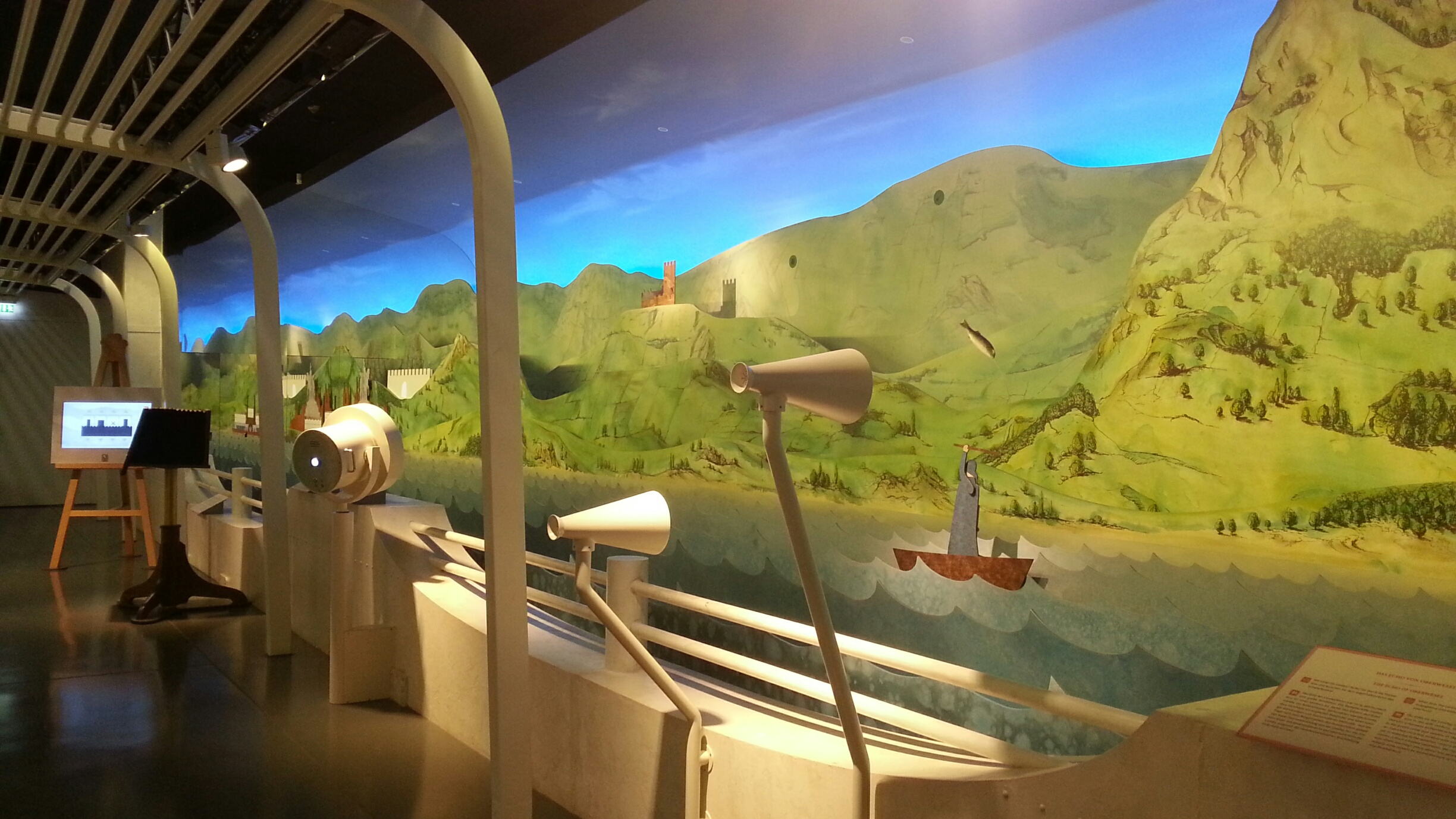
Interaktives Rheintheater im Romanticum Koblenz

In der interaktiven Kulisse des Rheintheaters wurden Sagen und Fakten über den Rhein erlebbar gemacht. Der Besucher erfuhr Fakten über die Burgen entlang des Rheins von historischen Figuren, auf einer "Burgenstaffelei" konnten Burgen in das Schauspiel integriert werden und mit dem "Sagensuchscheinwerfer" erschienen Gestalten aus Sagen in der Kulisse des Theaters.

### Steuerstand
Dieser Bereich war einem Steuerstand nachempfunden. Insgesamt konnten 9 verschiedene Abschnitte an Rhein und Mosel befahren werden. Der Steuerstand war in Kooperation mit dem Wasser- und Schifffahrtsamt Koblenz (WSA) entstanden.

### Ausgang
Im Ausgangsbereich wurden verschiedene Exponate gezeigt, die von Menschen, die in Koblenz oder der Umgebung wohnen, zur Verfügung gestellt worden waren.

## Eintrittskartensystem

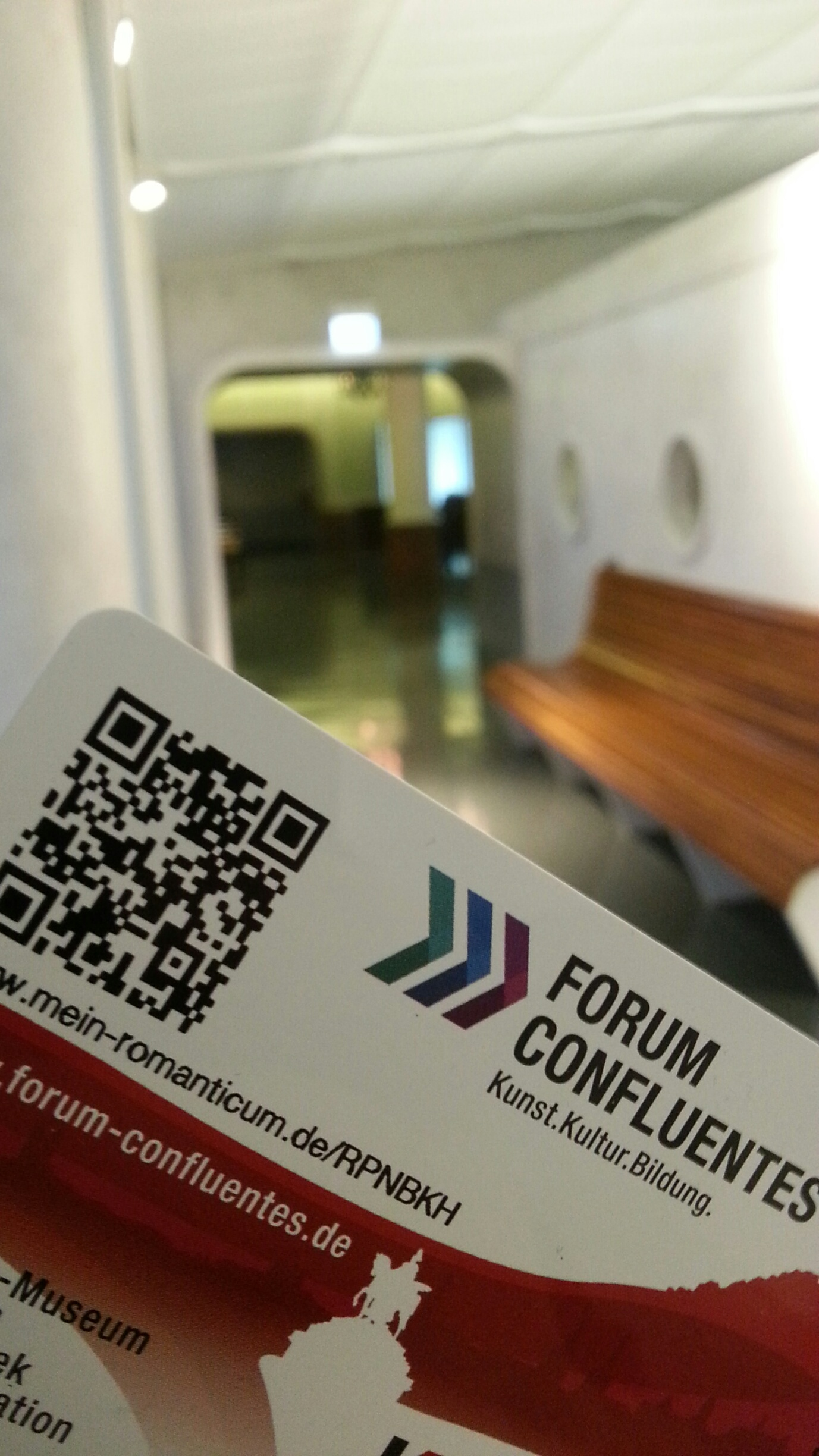
Eintrittskarte

Die Eintrittskarte war mit einem Mifare-RFID-Chip ausgestattet. An 30 Exponaten bestand die Möglichkeit, Informationen aus der Ausstellung mit Hilfe der Eintrittskarte zu speichern. Die Informationen wurden auf einer individuellen Microsite hinterlegt. Per Smartphone oder PC konnten die gespeicherten Inhalte aufgerufen werden.

## Bauherr, Konzeption, Planung und Gestaltung
Bauherrin war die Koblenz-Touristik, ein Eigenbetrieb der Stadt Koblenz. Ausstellungskonzept, Planung und Gestaltung stammen von dem Berliner Beratungs- und Kreativbüro studio klv (Dynamikum). TAUCHER Sound Environments UG hatten das dreidimensionale Audiosystem  und das Akustikbüro Rahe-Kraft GmbH die raumakustische Planung realisiert. In die Errichtung des Romanticum inklusive der Tourist-Information sind ca. 2,7 Mio. € investiert worden.